# Les Mythics
Les Mythics est une série de bande dessinée française créée par Patrick Sobral, Patricia Lyfoung et Philippe Ogaki, avec la collaboration de Fabien Dalmasso (pour les tomes 4 et 5), de Nicolas Jarry (pour le tome 9) et de Rémi Guérin (pour les tome 11 et 13) pour le scénario, ainsi que Jenny, Alice Picard, Philippe Ogaki, Dara, Jérôme Alquié, Frédéric Charve, Zimra, Rachele, Miya et Guillaume Lapeyre pour le dessin. La série est mise en couleurs par Hélia Paillat et Jérôme Alquié (pour les tomes 5 et 9), publiée par les éditions Delcourt à compter de mars 2018.

## Histoire
Au temps des dieux et des héros antiques, une étrange entité que l'on nomme le Mal essaya de prendre possession de la Terre en revêtant l’apparence de six dieux différents. Mais de grands héros le combattirent et envoyèrent le mal sur la planète Mars.
Mais à la suite d'une expédition spatiale japonaise, le Mal est libéré et est de retour plus puissant que jamais. Heureusement,  six terriens, descendants des héros antiques, vont tenter de combattre la plus grande menace jamais connue par le monde contemporain.[style à revoir]

## Personnages

### Personnages principaux/Les Mythics
- Yuko Yamada : Adolescente japonaise de 14 ans (née en 2036), Yuko est déterminée, persévérante, qui ne se laisse pas marcher sur les pieds, un peu râleuse et moqueuse. Elle est capable de contrôler l’électricité. Elle descend de Raijin. Son ennemi est Fujin. Yuko se dispute souvent avec son frère Takeshi. Au collège, elle a monté un groupe de rock avec des amis à elle, dont : Mayumi - la chanteuse du groupe - jeune fille timide amoureuse de Yuko; Koitchi, le guitariste, un jeune garçon dont le père travaille dans une boutique d'informatique ; et deux autres élèves. Dans ce groupe, Yuko joue de la batterie. Ayant l'habitude de taquiner ses amis, elle aime beaucoup embêter les autres Mythics, particulièrement Neo, qu'elle considère comme un imbécile et auquel elle envoie régulièrement des décharges électrique pour le faire taire et Miguel, dont elle fait connaissance à Londres, et avec lequel elle se chamaille souvent. Elle semble être amoureuse d'Abigail.
- Parvati Patel : Collégienne indienne de 12 ans (née en 2038). Elle déborde d'énergie et de bonne humeur. Elle aime aider les gens et elle est bénévole dans un centre pour aider les malades ou blessés de l'ONG (organisation non gouvernementale). Parvati aime beaucoup parler avec Anjali, l'infirmière de son école. Parvati pratique le kalarippayatt et fait toujours dix choses à la fois. Elle est accompagnée de Durga et de Shahruk, un tigre à qui elle peut donner une apparence de chat quand elle est chez elle. Parvati possède dix bras différents, capables de tenir les dix armes sacrées. Elle a dû affronter Kali. Quand elle sera grande, elle souhaite devenir avocate. Parvati a aussi un côté très directe et elle n'hésite pas à utiliser la manière forte si nécessaire. Ce qu'Amir, avec lequel elle s'est liée d'amitié à Hong Kong, n'ose pas faire par peur de faire du mal. Parvati prend sa mission d'héroïne très à cœur et souhaite pouvoir protéger et sauver tous les innocents. Dans le tome 17, après avoir confié à Amir ses mèches de cheveux en guise de preuve d'amour, elle meurt dans une explosion provoquée par des terroristes anti-Mythics durant une assemblée des Nations Unies et qu'elle a tenté d'empêcher. Elle est ramenée à la vie par Shade qui sacrifie la sienne à la fin du tome 18.
- Amir Al-Ma’Mūn : Jeune garçon égyptien de 11 ans (né en 2039) vivant dans un palais et dans le luxe car il est l'héritier unique de la fortune des Al-Ma’mūn. Amir est gentil avec tout le monde mais il est très naïf et prend souvent tout au pied de la lettre. Il possède un pouvoir guérisseur. Amir a également les yeux du soleil et de la lune, ce qui explique qu'il ait un œil jaune et œil blanc. Avec celui du soleil, il peut générer une sorte de rayon laser et celui de la lune lui permet de créer un bouclier. Son ancêtre est Horus. Sa mission est de barrer la route à Seth, le dieu égyptien de la destruction. Miss Taylor veille sur lui comme une mère. Lors de son séjour à Hong Kong, aidé de sa nouvelle amie Parvati, il a combattu Qin Shi Huang, son armée de terre cuite et ses serviteurs humains. Mais si Parvati n'hésite pas à combattre ces derniers, Amir souhaite, en revanche, les épargner et les libérer de leur maître. Amir a un cœur d'or et il fait passer les besoins des autres avant les siens. Il tient beaucoup à ses amis, qui sont comme une nouvelle famille pour lui à la suite de la mort de ses parents. Il suit l'exemple de Miguel en postant ses exploits de héros sur les réseaux sociaux en posant avec les femmes qu'il sauve ce qui rend Parvati particulièrement jalouse. À la fin du tome 15, il avoue son amour pour Parvati et l'embrasse. Malgré son tempérament calme, il peut devenir furieux lorsque du mal est fait à ceux qu'il aime, et ceci lui provoque des excès de puissance lui permettant, par exemple, de vaincre à lui tout seul Seth au tome 3 puis Shade au tome 16. Rongé par la haine après la mort de Parvati, il s'allie avec Rangda dans le but d'anéantir toute l'humanité et de venger ainsi Parvati. Il reviendra à la raison grâce à Abigail. Il tente de guérir Catherine de son cancer mais l'extrait à la place sauf que celui-ci finit par devenir un monstre à cause de Gidéon durant un élan de folie.

- Abigail Ackermann : De ses surnoms « Abi » ou « Blondie », cette jeune allemande a 15 ans (née en 2035). Comme Freya, elle ne craint pas le froid et sa voix mélodieuse peut produire des ultrasons. Le premier ennemi qu’elle affronte est Loki, lequel s'est réincarné en Klaus Vegener, le professeur de chant d'Abigail dont elle fut amoureuse. Abigail est passionnée par le chant, mais elle est asthmatique (heureusement, elle a toujours son inhalateur sur elle). Tout le monde la voit comme une jeune fille douce et agréable, même si au fond, elle manque de confiance en elle et a du mal à exprimer certaines émotions. Abigail est aussi quelqu'un d'attentif, elle est toujours prête à écouter les autres. La jeune allemande est prête à tout pour réaliser son rêve de devenir chanteuse, soutenue par Freya et ses parents, et elle n’hésite pas, avec l'aide mystérieuse de la prêtresse russe Eugénia, à aller passer un concours international de chant à Saint-Pétersbourg où elle rencontre Neo. Elle investit beaucoup de temps et d'énergie dans sa mission d'héroïne, au risque de parfois trop en faire. Il semblerait qu'elle ne soit pas totalement insensible au charme de Neo, mais à la suite de sa relation avec Vegener qui a failli lui faire perdre Kirsten, sa meilleure amie, elle ne cherche plus à s'engager dans une relation amoureuse. Désignée à l'unanimité comme représentante des Mythics, elle doit, dans le tome 17, prononcer un discours aux siège des Nations unies visant à apaiser les tensions à l'égard des héros mais elle est victime d'une extinction de voix. Remplacée par Parvati, Abigail échappera à la mort dans l'attentat anti-Mythics qui se préparait ; elle retrouve sa voix lors de la confrontation finale où elle parvient à apaiser Amir.
- Miguel Montoya : Adolescent mexicain de 13 ans (né en 2037). Au départ, il devait être brésilien, mais les créateurs ont décidé de finalement changer sa nationalité. Assez bagarreur, fidèle, héroïque et parfois un peu prétentieux, il peut voler comme le faisait son ancêtre, Quetzalcóatl le dieu aztèque du vent. Il s'occupe de sa petite sœur Maya car leur père, Mario, est alcoolique, trop fragile et fatigué depuis que sa femme, la mère de Miguel et Maya, est morte. Dans le tome 5 et 16, on apprend qu'il est arrivé à plusieurs reprises que Miguel et sa sœur connaissent la famine : Miguel devait alors chercher à manger seul, car son père ne les aidait manifestement pas assez. Son ennemi juré - et le premier qu’il affronte - est le dieu Necocyaotl de la discorde et de la violence. Miguel est un garçon vivant dans des favelas, mais ça ne l'empêche pas de se sentir bien dans sa peau. Comme Yuko, qu'il rencontre à Londres, Miguel a un tempérament assez fort, ce qui crée souvent des disputes et des chamailleries avec cette dernière. Néanmoins, Miguel tient à ses proches et est toujours prêt à leur venir en aide, ce qu'il n'hésite pas à faire lors d'une bataille alors qu’il croit Yuko menacée par un dragon (qui n'est autre que leur ami Wildragon) sur le site de Stonehenge ou encore pendant le combat contre Le Chaos, lorsque d'autres Mythics sont ciblés par les attaques de celui-ci. Sa mission de héros a tendance à l'épuiser, et il souhaiterait pouvoir se reposer et faire la grasse matinée plus souvent. Il joue un rôle de grand frère pour Amir et lui donne quelques conseils en séduction qui ont plus pour effet de faire rire Horus et Quetzalcoatl. Il a une grande communauté de fans et prend plaisir à montrer ses exploits sur les réseaux sociaux ; il est l'une des personnalités préférées des mexicains. Il termine en couple avec Gina. Jeune, il était fan de MC Doggybag (le nom de scène de Lorenzo).
- Neo Notorès : Lycéen grec de 16 ans (né en 2034) courageux, colérique, fier et impulsif, qui agit toujours avant de réfléchir. Sa famille vit dans un quartier pauvre alors qu'elle habitait, avant la crise économique, dans une luxueuse villa des beaux quartiers. Son père s’est suicidé après qu’un homme d’affaires du nom de Sophoclès l’ait ruiné ; depuis, Neo est obligé de vendre des objets repêchés dans des épaves englouties tandis que sa mère enchaîne les petits boulots. Neo participe également à des combats clandestins pour aider cette dernière, qui ne supporte pas qu'il sèche les cours et ne poursuive pas ses études. Il possède une force surhumaine qu'il a appris à maîtriser grâce à Héraklès (autrement dit Hercule), le guerrier suprême et son ancêtre. C'est grâce à ça qu'il a pu se battre contre Arès, le dieu de la guerre. Malgré ses airs de gros dur sûr de lui, Neo est un garçon dont le cœur est empli de colère. Cette colère s'avère être sa faiblesse car elle l'empêche de sortir des illusions causées par Ozerov ou les gardiens de la prêtresse Eugénia dans le tome 8. Comme son ancêtre, Neo a aussi un côté dragueur, et des indices montrent qu'Abigail lui plaît. Il se montre cependant assez volage, a tendance à essayer de séduire toutes les jolies filles qu'il croise, et ne semble pas vouloir d'une relation durable. Il a une philosophie de vie qui consiste à ne pas hésiter à travailler dur pour avoir ce qu'il désire, et faire ce qu'il veut quand il le souhaite.

### Les Titans
- Gidéon : Adulte influenceur qui, avec sa femme Catherine, est au service des causes humanitaires. Quand ils escaladent une montagne des Andes, ils rencontrent la CUP et Gidéon est le premier à se lier à une armure de titan. En tant que tel, il devient Cronos et possède une faux qui lui permet de déchirer l’espace pour se téléporter ailleurs. Ce pouvoir lui permet aussi de se protéger des attaques ennemies. Il est le chef des Titans. Il voit d'un très mauvais œil le fait que les Titans puissent bien s'entendre avec les Mythics. Ancien professeur, il fait preuve de beaucoup d'autorité avec les plus jeunes membres de son équipe; ce qui fait qu'il a des difficultés avec Gina et Alistair. Il ne supporte pas les personnes comme Miguel qui défient l'autorité. Il est assailli de cauchemars lui montrant sa femme tuée par les Mythics ce qui le fatigue grandement. Il s'agit de l'œuvre d'un esprit lié à son armure le faisant sombrer dans la paranoïa et le rendant mentalement instable, le rendant plus agressif voire dangereux. À la suite de la découverte du cancer de sa femme, l'esprit en profite pour le faire sombrer dans une folie meurtrière afin de tuer les Mythics, car il croit qu'ils retournent les Titans contre lui. Il est finalement libéré de l'emprise de l'esprit par la licorne amenée par Abigail et Parvati.
- Catherine : Femme de Gidéon. Elle est dotée d'une personnalité douce, emphatique et compréhensive. Catherine et son mari trouvent le temple de des armures de Cronos et de Rhéa après qu’elle soit tombée dans une crevasse de montagne. Son nom de Titan est Rhéa. Elle est atteinte d'un cancer et est maintenue en vie grâce à la gémellité entre les armures de Cronos et Rhéa : l'énergie vitale de Gidéon lui est ainsi transmise. Catherine adopte une attitude très maternelle envers Kirsten. Elle a le pouvoir de faire plonger les individus, aussi bien humains que monstres, dans des illusions mais peut aussi créer un bouclier magique. Après qu'Amir ait essayé de lui extraire son cancer par la magie mais que celui-ci s'est transformé en monstre pouvant contaminer tout êtres vivants, elle décide de le récupérer en le demandant à la licorne et de supporter sa maladie avec son mari à ses côtés.
- Pamela Giordano dite "Gina" : Fille d’origine italienne et la plus jeune membre des Titans (13 ans). Son père est un parrain de la mafia. Celui-ci est en prison, comme deux de ses fils; sujet tabou pour Gina qui devient rapidement agressive voire violente quand il est mis sur le tapis. Elle est du genre à prendre son adversaire en traître pour le neutraliser. Son nom de titan est Thétys. Elle a pour arme un chakram et a pour pouvoir de générer un anneau lui permettant de voir ce qui est difficile d'être vu : voir de nuit comme en plein jour, voir à travers les vêtements et même l'invisible lorsqu'elle découvre l'existence de Quetzalcoatl. Sous l'insistance de Miguel, elle finit par lui révéler son passé ; à la suite de cela, les deux adolescents se rapprochent puis se mettent finalement en couple. Elle est très douée au piano. Elle est en froid avec Gidéon, car celui-ci ne veut pas qu'elle ait une relation avec Miguel parce qu'il considère qu'il a une mauvaise influence sur Gina.
- Alistair : Jeune homme d'origine suisse qui exerce la profession d'écologiste ; il a été déshérité par sa famille. Son nom de titan est Océanos. Il a pour arme une lance et possède le pouvoir de contrôler l'eau. Il se montre souvent hautain, bien qu'il soit de nature calme et discrète. Il faisait autrefois partie d'une organisation pro-écologiste nommée "Océanide", qu'il finançait grâce à sa fortune. Lors d'une mission de cette organisation, il s'est retrouvé proche d'une explosion maritime et a complètement disparu, ce qui a conduit à ce qu'il soit présumé mort : la vérité était qu'il avait échoué près d'une île et s'était finalement fait récupérer par la CUP.
- Lorenzo : Adulte star de hip-hop, de son nom de scène MC Doggybag, sur le déclin d'origine mexicaine. À la personnalité décontractée, il préfère écouter de la musique et manger plutôt que de participer aux entraînements physiques que lui demande la CUP, en plus de ne jamais écouter lors des briefings. Il aime aussi se donner en spectacle. Gina le considère comme responsable du fait que ses frères soient en prison. Son nom de titan est Théia et il possède le pouvoir de contrôler le métal. Cela va au point de liquéfier le métal afin de lui donner une autre forme comme avec des statues ou se créer une armure géante en métal qu'il contrôle de l'intérieur. Son arme est un marteau. Lorenzo aime collectionner les antiquités : il avait engagé le père et les frères de Gina pour lui en apporter avant que ceux-ci ne se fassent arrêter. Parmi les antiquités que Lorenzo avait récupéré se trouvait l'armure de Thétys : celle-ci se liera avec Gina lorsqu'elle essaiera de sauver un de ses frères durant une fusillade contre la CUP.
- Kirsten : Jeune adolescente allemande. Elle est la meilleure amie d’Abigail et dans la même classe que cette dernière. Elle apparaît dans le tome 4. Soutenant le rêve et les aspirations d'artiste d'Abigail, il est rapidement révelé que Kirsten est jalouse de cette dernière : elle la provoque en se rapprochant du professeur Wegener pour qui Abigail avait le béguin. Les deux amies se réconcilieront à la fin du tome. Dans le tome 11, elle est victime du parfum de la succube Abrahel, évenement qui permet à Abigail de localiser l'ennemi. Dans le tome 19, Kirsten fournit des alibis aux retards réguliers d'Abigail en cours, mais se doute que son amie lui cache quelque chose : en franchissant le portail magique qu'Abigail a laissé ouvert dans sa chambre, Kirsten finit par découvrir que son amie est une Mythic. Au même moment, elle se lie à une armure de titan et devient Hypérion, ce qui lui offre la possibilité de contrôler le feu et a pour arme une épée. Malgré son manque de maîtrise, Kirsten arrive à neutraliser avec l’aide de Gidéon un monstre de magma. N'acceptant pas qu'Abigail lui ait caché sa véritable identité et se sentant trahie, Kirsten décide de suivre Gidéon et devient ainsi le sixième Titan, acceptant par le même temps d'être sous la supervision de la CUP. Depuis, Kirsten est en froid avec Abigail et refuse toutes ses tentatives de réconciliations. Dans le tome 20, Kirsten a une vision manifestement prémonitoire, où un affrontement entre les Mythics et les Titans originels se déroule ; elle demande à Abigail d'être mise en relation avec Miss Taylor pour lui parler. Kirsten a un faible pour Neo (transformé en Mythic). Dans le tome 22, Abigail lui manque mais sa fierté l'empêche de lui pardonner. Elle suggère à Catherine à demander à Amir de la guérir du cancer qui la fait souffrir. Elles redeviennent amies à la fin du tome.

### Dieux/guerriers antiques
- Raijin : Il est le dieu japonais de la foudre et du tonnerre. Il est de bon conseil et essaye toujours de trouver les moyens d'aider Yuko, qui est sa descendante. Celle-ci le surnomme « Mini-Papi » en raison de son âge et de la petite taille inhabituelle qu'il revêt en entrant dans le monde des humains, ce qui lui déplaît au plus haut point. Il est grincheux et sarcastique mais apprécie beaucoup sa descendante. Freya confirme que Raijin est également un pervers notoire et craint qu'il ait une mauvaise influence sur sa descendante. Il est le plus âgé des anciens Mythics.
- Durgâ : C'est une déesse très vénérée par les Indiens. Elle a même un festival en son honneur à Calcutta et au Bengale. On la considère comme la déesse libératrice de la terre. D'un caractère calme et posé, elle sait parler aux gens et Parvati l’apprécie beaucoup. Cependant, Durgâ a un peu de mal à suivre le rythme rapide et pétillant de sa descendante car elle a plusieurs centaines d'années.
- Horus : Dieu égyptien du soleil et de la lune. Il est l'ancêtre d'Amir et le soutient du mieux qu'il peut. Il est de tempérament déterminé et protecteur et sait repérer les mensonges et les vérités. S’il tient beaucoup à Amir, il est toutefois exaspéré par la naïveté et l'entêtement de celui-ci, quand bien même il n’est encore qu’un petit garçon. En revanche, le principal élément que Horus aime chez le jeune égyptien est son cœur généreux et son innocence d'enfant.
- Freya : Déesse guerrière nordique. Contrairement à Abigail, qui a hérité de ses pouvoirs, les histoires de cœur ne sont pas forcément le sujet qu'elle maîtrise le mieux. Néanmoins, elle est prête à écouter sa descendante quand celle-ci a besoin de « vider son sac ». Freya est très franche et elle arrive à voir où sont l'utile et le superflu. Elle connaît par cœur les règles de la bonne guerrière (qu'elle a pris le temps d'expliquer à Abi). Freya trouve également le monde d'aujourd'hui bien étrange par rapport à son époque. Elle et Héraklès interagissent souvent comme un vieux couple, car ils sont déjà sortis ensemble par le passé : Freya n'a cependant jamais aimé le côté volage d'Héraklès, et elle se demande souvent à voix haute ce qu'elle avait pu lui trouver à l'époque. À la suite d'un traumatisme qu'elle a eu avant de rencontrer les autres héros de son époque, elle a développé une forte méfiance envers les hommes.
- Quetzalcóatl : Dieu aztèque du vent, il est assez impatient et en a assez que son descendant, Miguel, passe son temps à faire la grasse matinée. Néanmoins, Quetzalcóatl est très prévoyant et repère vite les éléments anormaux. Avec lui, Miguel est toujours averti quand le danger approche, même si son ancêtre est obligé de le traîner pour qu'il agisse. Il est surnommé Quetzi par Miguel.
- Héraklès : Autrefois guerrier suprême doté d'une force surpuissante. C'est l'ancêtre de Neo. Héraklès est rapide et dynamique et essaie de réfléchir vite pour trouver une solution dans la minute. Ses relations sont tendues avec Neo, car au départ, celui-ci refusait d’utiliser sa force dans le combat contre le Mal, préférant l’exploiter pour ses propres intérêts. Si Héraklès pense tout d’abord qu'il a le pire descendant de l'histoire, il sera tout de même fier de Neo quand celui-ci vaincra enfin Arès. Il s'inquiète beaucoup pour lui, même s'il ne le montre pas, et il souhaiterait que Neo soit un peu plus sensé et responsable. Il se fait surnommer Herk par les autres guerriers antiques. Héraklès a été le petit ami de Freya par le passé, mais cette dernière n'appréciait pas son côté volage. Selon elle, Neo lui ressemble énormément.
- Gaïa : La déesse de la terre, l'une des divinités les plus puissantes du monde et gardienne du Chaos, qu'elle garde prisonnière afin de protéger la terre de la destruction par le Mal. Elle est elle-même retenue enfermée par des sceaux antiques présents sur Terre qui ne peuvent être détruits que par les armes légendaires des héros. Gaïa possède de grands pouvoirs, parmi eux celui de créer des portails pour voyager d'un endroit à l'autre et dans le temps. Mais ses pouvoirs ne sont pas comparables à ceux du Chaos et c'est pour cela qu'elle n'a pas eu d'autre choix que de s'enfermer avec elle. C'est Gaïa qui a donné leurs pouvoirs aux ancêtres des guerriers antiques eux-mêmes ancêtres des Mythics. Il s'agissait des guerriers protecteurs de Gaïa et de la Terre. Ils vivaient sur l'île de L’Atlantide, qui flottait dans les cieux pour que Gaïa puise facilement surveiller le monde. Elle est affaiblie par le Chaos lorsque cette dernière est libérée involontairement par les Mythics, et utilisera ses forces restantes pour venir en aide aux jeunes héros pour qu'ils parviennent à vaincre le Chaos. Avant de disparaître, elle laisse un dernier pouvoir aux Mythics pour leur permettre de se rejoindre où qu'ils soient sur Terre.
- Ouranos : Dieu du ciel et mari de Gaïa. Quand celle-ci créée les Mythics, il lui demande s'il peut lui aussi créer sa propre équipe de héros, proposition qu'elle accepte à condition que cette équipe soit au service du Bien. Cette équipe sera composée des futurs Titans.
- Tartare : Divinité incarnant le Tartare et frère de Gaïa. Par le passé, il a affronté l'ancienne porteuse de l'armure d'Hécatonchire et a utilisé sa propre énergie pour la sceller. Il fut accidentellement libéré par Lorenzo curieux face à cette armure. A son réveil, il est surpris de découvrir qu'il a grandement perdu en puissance et qu'il ressemble à un enfant. Après avoir découvert que Gaïa était morte, il assiste au réveil de l'armure d'Hécatonchire qui s'est liée à Zayd et demande à Néo, Lorenzo et Yuko de vite libérer l'enfant. Une fois le combat terminé, il reconnait que Gaïa a bien choisi les nouveaux Mythics et s'est installé dans la base de ces derniers.

### Antagonistes
- Le Mal : L'antagoniste principal de l'histoire, c'est une entité ancienne et mystérieuse, qui possède plusieurs pouvoirs puissants, qui souhaite prendre possession de la Terre et la conquérir, ce qu'elle tenta de faire durant les temps antiques mais fut empêchée par les dieux et guerriers antique de la terre, et fut scellée quelque part sur Mars durant des millénaires. Ce ne sera que lorsqu'une expédition japonaise mènera une expédition sur la planète qu'il sera involontairement libéré. Il essayera ainsi de nouveau de conquérir la planète, via plusieurs parties de lui-même, qui ne sont d'autres que les dieux antagonistes qu'affrontent les protagonistes. Ces dieux sont Fujin, Kali, Arès, Seth, Loki et Necocyaotl. Ces dieux ne sont pas les véritables divinités mais plutôt des parties et des extensions du Mal, qui prennent l'apparence des dieux mais font néanmoins preuve d'une personnalité propre. Les dieux, pour affronter les protagonistes, doivent prendre possession du corps d'un humain : l'esprit de ce dernier est alors soumis à leur influence, et il prend l'apparence du dieu qui contrôle son corps. Pour s'emparer correctement du corps des humains, ces "fausses" divinités proposent à ces dernier leur aide pour réaliser leurs objectifs ; ils s'adressent à leurs futurs hôtes lorsque ceux-ci se trouvent dans un état de colère ou de forte envie. Si les individus refusent ou résistent, les dieux prendront possession de leur corps de force. Après la possession, les hôtes gardent un certain libre-arbitre et restent plus ou moins conscients, mais exercent les pouvoir hérités des dieux pour réaliser leurs objectifs ainsi que ceux de leurs possesseurs. Lorsqu'un des dieux est vaincu, le Mal en est affecté et perd en puissance. Le Mal a également plusieurs serviteurs à son service qu'il envoie sur Terre lorsque les dieux ont été vaincus. Il tente de prendre le contrôle sur le Chaos, mais ce dernier se retourne contre lui et aspire une grande partie de sa puissance. Les Mythics croient le mal définitivement vaincu à l'issue de ce combat, mais un fragment de lui a survécu et a corrompu le cœur de Shade, à qui il donne de puissants pouvoirs pour se venger de l'humanité qui ne respecte plus la Terre. Cependant, comme ce dernier refuse de suivre à la lettre les plans qu'il lui impose, le Mal finit par reprendre son indépendance à la fin du tome 17 pour prendre possession du futur corps en fabrication de Shade, redevenant lui-même et prépare une nouvelle attaque périlleuse contre les Mythics affaiblis. Dans le tome 18, il capture des humains détestant les Mythics afin qu'ils alimentent en énergie des créatures mythologiques au point d'en constituer une immense armée. Il est finalement battu par Shade qui a décidé de se repentir en utilisant le corps volé par le Mal comme une prison sous forme de petite fleur que les Mythics doivent régulièrement arroser afin qu'il ne s'en libère pas.
- Le Chaos : Une autre entité mystérieuse, encore plus que le Mal et encore plus puissante que ce dernier. Le Mal cherche depuis le début à la libérer, en détruisant les trois sceaux qui la retiennent prisonnière de Gaïa. Elle est tellement puissante que, si elle était libérée, la Terre serait condamnée. Le Chaos voyage de monde en monde et les détruit les uns après les autres, après avoir tué la déesse gardienne de ce monde et avoir vidé celle-ci de son énergie vitale. Les Mythics l'ont libérée involontairement en brisant les sceaux antiques, mais sont parvenus à la détruire grâce à l'aide de Gaïa.
- Shade : Garde et protecteur de Gaïa, frère des six premiers héros mythiques de la première génération de héros, encore avant les guerriers antiques, il est considéré comme le septième Mythic. Il est très fidèle à Gaïa et se montre opposé à son plan de s'enfermer à jamais avec le Chaos pour empêcher qu'il ne détruise la Terre, disant que, sans Gaïa pour veiller sur le monde, la Terre ne pourrait plus exister. Shade semble également assez arrogant et d'après Gaïa, il a tendance à toujours exagérer. Il se fait corrompre par le Mal, qui l'a aidé à passer le portail temporel créé par la Gaïa du présent pour se retrouver dans l'époque actuelle. À l'aide des pouvoirs qu'il a reçu du Mal, Shade redonne vie aux incarnations des sept péchés capitaux en enlevant et tuant les six enveloppes humaines des premières incarnations du Mal plus celle d'un antiquaire qui fût sous les ordres de Qin Shi Huang à Hong Kong. Shade a l'intention de châtier l'humanité qui ne respecte plus la Terre et détruit tout ce qu'elle touche. Il est gravement blessé par Amir lors d'un combat, mais se prépare un corps de rechange pour se réincarner, à l'aide de son arbre de vie qu'il a planté à l'endroit où a sombré l'Atlantide. Cependant, ce corps est volé par le Mal et, Shade, privé de sa force et de ses pouvoirs, est sérieusement affaibli par celui-ci. Dans le tome 18, il est dans le coma et refuse de se réveiller. Yuko et Amir utilisent leur technologie pour se connecter dans son esprit. Là-bas, ils lui demandent de l'aide afin de combattre efficacement le Mal ; ils y découvriront le passé de Shade. A l'origine, Shade est un orphelin sans nom, et dernier représentant de sa tribu. Il a été recueilli par Gaïa, qui l'emmènera en Atlantie et lui donnera le nom de "Shade", à la suite de quoi ce dernier lui jurera loyauté et fidélité. Solitaire, il n'aime pas la compagnie des autres et préfère s'occupper des plantes ; toutefois, il a une amie du nom d'Ala qui est amoureuse de lui, sentiments qu'il partage. Une fois devenu Mythic, il demande la bénédiction de Gaïa pour son mariage avec Ala. Il défend continuellement la nature et développe rapidement une aversion pour l'Homme en voyant l'irrespect que celui-ci en exerce. Après être devenu l'hôte du Mal, Shade devient immortel : constatant les attrocités commises par l'être humain, il finit par en haïr l'espèce. Yuko et Amir, dans son esprit, parviendront à le rallier à leur lutte contre le Mal ; Shade l'emprisonnera alors dans le corps que le Mal lui avait volé. Une fois cela fait, il utilise une mèche de cheveux de Parvati pour la faire renaitre en sacrifiant sa propre vie. Shade meurt transformé en statue de bois avec un air apaisé.
- L'esprit de l'armure : Il s'agit d'un esprit lié à l'armure de Cronos que seuls Gidéon ainsi que Pattinson qui semble être son maître sont capables de voir. L'esprit veut mettre Gidéon sous son contrôle en le faisant sombrer dans une forte paranoïa où il voit  dans ses rêves les Mythics comme des ennemis tuant sa femme. Il alerte Gidéon quand Catherine le plonge dans une illusion. Il aurait tué sa femme dans sa folie si la licorne ne l'avait pas libéré de l'influence de l'esprit. Pattinson lui reproche son impatience qui aurait pu avoir des conséquences désastreuses.
- Hécatonchire : Première armure de Titan fabriquée par Ouranos et qui sert de prototype pour les autres. Tandis que les autres armures ont été construites par l'énergie de monstres et sont stabilisées, celle-ci peut absorber une énergie illimité en absorbant les monstres et en créant des bras basés sur l'énergie de ces derniers. Cette armure prend le contrôle de son porteur et il faut séparer les deux. Le dernier porteur connu est Zayd, le fils d'un riche émir du Qatar fan des Mythics, des Titans et de monstres et a construit un zoo sur ce thème. Il est libéré par Néo aidé de Lorenzo et Yuko. Par le passé, Tartare a vaincu la première porteuse et a utilisé sa propre énergie pour sceller l'armure.

### Incarnations du mal
- M. Mukai : L'un des nombreux partenaires de la mission spatiale sur Mars. Durant la cérémonie de clôture de la mission, il proposera au père de Yuko, M. Yamada, de l'aider dans son projet de construction d'une torche à fusion. Mais Yamada préfère poliment décliner. Finalement, M. Mukai sera choisi comme premier hôte du Mal et sous l’apparence de Fujin, le dieu du vent, il tentera de voler la torche à fusion pour créer des tremblements de terre violents, mais sera arrêté de justesse par Yuko.
- Mme Fourchon : C'est l'idole de Parvati. Mme Fourchon est une grande scientifique travaillant en laboratoire P4. Parvati a pu la rencontrer dans l'ONG où elle est bénévole. Mme Fourchon a opposé pas mal de résistance au Mal quand Kali l'a choisi comme hôte, mais elle avait besoin de son savoir scientifique pour mettre au point un virus dangereux et contaminer l'Inde. C'est donc ainsi que Mme Fourchon a été possédée par le Mal, qui l'a transformée en Kali, la déesse de la destruction. Elle semble être la seule incarnation du mal à éprouver des remords après sa libération.
- Aziaz Abdel Aziz : Sous les traits de Seth, le dieu de la destruction, Abdel Aziz dépassera les bornes pour provoquer cataclysmes et désolations en Égypte. En temps normal, il travaille sur un projet qui consisterait à rendre le désert plus fertile. Son assiduité soudaine à son travail a mis la puce à l'oreille d’Horus. Au départ, Amir refusera de se battre contre Abdel Aziz car celui-ci se révélera être son demi-frère caché. Mais, comprenant qu'il n'avait guère le choix et n'écoutant que son cœur, le petit égyptien parviendra finalement à vaincre Seth.
- Klaus Vegener : Il est le professeur de chant d'Abigail. Il la soutient dans tous ses projets et pense qu'elle devrait parler de sa passion pour le chant à ses parents. Hélas, malgré son attitude bienveillante, Klaus est aussi l'incarnation de Loki, le dieu nordique de la discorde. Au départ, Abigail avait des sentiments pour lui, mais quand elle découvrira sa vraie identité, elle n'hésitera pas à utiliser ses pouvoirs contre lui.
- Ricardo Alvarez : Chef de l'association Buena Suerte qui aide les pauvres et les personnes en difficulté. L'oncle maternel de Miguel le forcera à aller travailler là-bas. On surnomme parfois Alvarez El Gigante, mais en dehors de son travail solidaire, Ricardo Alvarez exerce aussi des activités illégales comme des reventes sur le marché noir et un possible trafic de serpents venimeux. Il ira même jusqu'à organiser une collecte de sang dans toute la ville de favelas pour soumettre les habitants à sa volonté et réveiller Necocyaotl, le dieu de la violence, dont il prendra l'apparence avant d'être vaincu par Miguel.
- M. Sophoclès : Homme d'affaires richissime, il a racheté la maison qui appartenait à la famille de Neo avant que le père de ce dernier se retrouve pauvre. Neo le déteste au naturel, mais quand Sophoclès révélera qu'il est l'incarnation d'Arès, le dieu de la guerre, la haine de Neo envers lui augmentera de plus belle, ce qui l'aidera à détruire Arès une bonne fois pour toutes.

### Incarnations dessept péchés capitaux
- Abrahel : L'incarnation de la Luxure. C'est une démone puissante et impitoyable qui a l'habitude de séduire ses proies avant de les dévorer violemment. Héraklès a déjà été confronté à cette incarnation et l'avait renvoyée dans les enfers voilà plusieurs millénaires. Abrahel a été ramenée à la vie par Shade et a ensorcelé un parfum américain à succès appelé l'irrésistible, pour corrompre les cœurs des humains entrant en contact avec l'odeur de ce parfum et les obliger ainsi à s'entretuer au nom de l'amour. Elle est finalement vaincue une seconde fois par Abigail, aidée de Yuko et Neo (malgré le fait que ces deux derniers, sous l'emprise du parfum, soient pris d'un désir irrésistible pour Abigail).
- Ishtar : L'incarnation de l'Envie, c'est une femme aux allures féerique qui transforme en esclaves (humains et animaux) ceux qui acceptent les dons qu'elle fait pour combler leurs désirs. Ses victimes se transforment petit à petit en monstres. Horus l'avait tuée dans le passé, cette dernière ayant tenté de l'ensorceler en lui proposant de ramener à la vie son père, Osiris. Après sa résurrection par Shade, Ishtar s'est installée dans la réserve naturelle du petit royaume de Kitara, où elle s'attaque d'abord aux animaux, puis au prince Semmi. Sous ses airs bienveillants, elle déteste qu'on lui résiste. Elle a tenté d'ensorceler Parvati, Amir et Miguel. Elle est finalement tuée une deuxième fois par Parvati et Miss Taylor.
- Belphégor : L'incarnation de la Paresse, un monstre vert de peau qui avait déjà été tué par Freya. Comme l'effort de se battre par lui-même l'épuise, Belphégor préfère utiliser la technologie des humains pour attaquer et terroriser la population. De ce fait, il trafique les robots Hal-100 de l'entreprise Skytech (robots mis en œuvre en partie grâce à Amir et dont le but était de venir en aide aux gens), pour les rendre violents. Il pirate également le monde virtuel où les Mythics ont l'habitude de s'entraîner dans des simulations, ainsi que leur base, et piège Amir, Abigail et Yuko, laquelle finit par le tuer à nouveau.
- Fafnir : L'incarnation de l'Avarice, c'est un nain qui, à sa forme définitive, peut se transformer en dragon. Il ensorcèle un jeu vidéo où tous les joueurs développent l'avarice au fur et à mesure qu'ils gagnent des anneaux. Il infeste Miguel et Amir au point que ceux-ci se lancent dans de violents combats. Ils furent libérés par Yuko qui a utilisé son pouvoir pour court-circuiter leurs téléphones. Après avoir emmagasiné suffisamment d'énergie grâce aux querelles provoquées par le jeu, il reprend sa forme de dragon. Il est tué par Abigail qui, avec l'aide de Neo, libère le véritable pouvoir de son épée. Il a été tué dans le passé par Siegfrid après avoir volé l'épée de Freyja.
- Wendigo : L'incarnation de la Gourmandise, un monstre squelettique se cachant dans les forêts. Il trafique les pilules minceur créées par le cousin de Parvati afin de pousser l'humanité à se détruire et ainsi voler l'énergie de ceux qui ont le malheur d'en avaler. Ceux qui ont avalé ces pilules maigrissent de manière significative mais développent un appétit sans limites au point de s'adonner au cannibalisme. Ses victimes deviennent extrêmement maigres et des cornes poussent sur leurs têtes, les transformant en wendigos. Il a, grâce à ses pilules, pu voler l'énergie de Yuko, Parvati et Neo, ce qui provoque des pertes momentanées de leurs pouvoirs, ainsi qu'une baisse de leur puissance. Il est vaincu par ces derniers grâce à une ruse de Parvati qui l'a poussé à l'avaler avec Yuko et Néo pour le détruire de l'intérieur après avoir récupéré leur énergie. Il poussa Shade à sortir de sa cachette car, agacé par les remarques du Mal, il se demandait si son monstre faisait réellement ce qu'il avait à faire. Wendigo est qualifié comme étant un instinct et trop primitif pour lui obéir par Shade quand sa création s'est attaquée à lui. Il fut autrefois battu par Quetzalcoatl qui lui a mis le feu.
- Médusa : L'incarnation de l'Orgueil, une créature hybride mi-humaine, mi-cobra avec des serpents en guise de cheveux. Quiconque croise son regard est immédiatement changé en pierre. Elle possède aussi un arc avec lequel elle tire des flèches qui ont également une apparence de serpent. Elle sera vaincue par Yuko, Néo et Miguel.
- Rangda : L'incarnation de la Colère, une créature parasite qui peut prendre partiellement contrôle d'une personne. Raijin l'a affrontée par le passé. Emprisonnée par les Mythics alors qu'elle était encore à l'état de larve et à la suite de la destruction du grand arbre des péchés par Amir, elle prendra possession du jeune garçon et combinera ses pouvoirs aux siens pour qu'il rende les gens fous de colère afin de lui permettre de se venger de l'ingratitude humaine à l'égard des Mythics. Rangda se déplace très rapidement grâce à la fumée de son feu de sorcière mais également en liquide. Finalement, c'est Amir lui-même qui la vaincra en épuisant toute son énergie.

### Personnages secondaires
- Miss Taylor : De son prénom, Trudy. Membre de l'association des NNDC (Nounous De Combats), elle veille sur le jeune Amir mieux qu'une mère depuis qu'il a fait ses premiers pas et le considère comme un fils. Miss Taylor est une personne franche et sur laquelle on peut toujours compter. Elle connaît l'identité des Mythics et est prête à tout pour aider et protéger Amir et ses amis dans leur mission. Miss Taylor a autrefois fait partie des forces militaires, rêvant de porter l'uniforme de son grand-père, elle sait donc manier les armes et elle peut également piloter des hélicoptères et des avions. Elle apparaît aux côtés d'Amir, dans les tomes 3, 7, 11 (brièvement) et enfin dans tous ceux à partir du 12.
- Qin Shi Huang : Le premier empereur de Chine est réveillé par le Mal dans le but de s'en faire un allié mais ce dernier a décidé de se passer de son aide pour conquérir le monde. Il réveille ses guerriers de terre cuite et les utilise pour réduire la population du pays en esclavage, ce qui lui vaut une confrontation avec Amir et Parvati. Ne pouvant l'utiliser directement, le Mal le manipule en lui faisant croire que le seul moyen d'empêcher le réveil du Chaos est de libérer Gaïa. Le tyran parvient à voler temporairement les armes des héros et à briser le premier sceau : l’œil d'un dragon. On ne sait ce qu'il devient par la suite mais, comme il n'apparaît plus après le tome 7, on suppose qu'il trouve la mort à la suite du combat avec le gardien.
- La prêtresse Eugénia : Prêtresse russe aveugle dotée d'un pouvoir lui permettant de lire l'avenir de tout le monde, hormis le sien. Ses pouvoirs ont également figé son corps dans une jeunesse éternelle. Elle est de nature bienveillante et c'est elle qui a permis à Abigail de se rendre à Saint-Pétersbourg pour aller y passer un concours de chant. Eugénia est protégée par des gardiens illusionnistes qui ont pour mission de veiller sur elle. Elle est également l'un des trois sceaux permettant de libérer Gaïa. La prêtresse est tuée par Neo alors que ce dernier est pris dans une illusion causée par Ozerov. Elle apparaît uniquement dans le tome 8.
- Sergei Ozerov : Un des gardes illusionnistes de la prêtresse Eugénia, il se fait d'abord passer pour le protecteur de Neo et Abigail, expliquant que la prêtresse a été corrompue par le Mal et qu'elle souhaite les retrouver pour les tuer. Il joue le rôle d'un professeur pour les deux adolescents et Neo se montre particulièrement admiratif de ses pouvoirs de créations d'illusion. Lors d'un combat contre les autres gardes de la prêtresse, Ozerov meurt en se faisant écrasé par un arbre lancé par Piotr, un autre gardien de la prêtresse, en voulant protéger Neo. Il révèle plus tard qu'il a réussi à éviter l'arbre et n'a fait que simuler sa mort pour créer une illusion de violente colère chez Neo pour le pousser à tuer la prêtresse. Ozerov a toujours été très envieux de la jeunesse éternelle de la prêtresse Eugénia et a conclu un pacte avec le Mal consistant à tuer la prêtresse, qui ne pouvait mourir que par une arme légendaire de héros, en échange de quoi le Mal lui donnera la jeunesse éternelle qu'il envie tant à la prêtresse. Finalement, le Mal transforme Ozerov en pierre, disant que, ainsi changé en pierre, il restera jeune pour l'éternité. Ozerov apparaît uniquement dans le tome 8.
- Sir Wallace Wildragon : Ultime représentant d'une race de dragons capables de prendre forme humaine, et également un enchanteur puissant. Depuis son manoir londonien, il kidnappe Yuko et Miguel et les manipule dans le but qu'ils détruisent le dernier sceau qui permettrait de libérer Gaia et le Chaos. Il est au service du Mal contre son gré, car ce dernier lui a promis qu'il ramènerait à la vie sa fille décédée, dont l'âme est conservée dans un pantin (solution provisoire car elle ne durera que tant que son père vivra). Mais lorsque la jeune fille, qui a sympathisé avec les deux héros, se rend compte du marché, elle se sacrifie, libérant ainsi son père de son obligation. Wildragon se retourne alors contre le Mal et se transforme en dragon pour tenter d'empêcher Yuko et Miguel d'accomplir l'irréparable, mais ces derniers, qui ne l'ont jamais vu sous sa forme de dragon, le prennent pour un ennemi. Miguel l'affronte et le blesse mortellement. Dans son dernier souffle, Wildragon reprend sa forme humaine et s'adresse à sa fille décédée pour de bon, avant de la rejoindre. Lorsque Miguel se rend compte de son erreur, il est trop tard : Yuko a déjà brisé le sceau. Wildragon n'apparaît que dans le tome 9.
- Alice : Fille de Wildragon, seule survivante d'un accident de voiture qui a emporté sa mère et son frère. Ses blessures étant cependant très importantes, Wildragon a transféré son âme dans un pantin, pour ne pas la perdre elle aussi. Le sortilège est maintenu par une cicatrice que son père porte sur son front, et Alice en porte une également. Par cette cicatrice, Wildragon peut transmettre de l'énergie vitale à Alice, c'est ce qui la maintient en vie. Par conséquent, si Wildragon mourrait ou que l'une des deux cicatrices était touchée, Alice mourrait définitivement. Son père parvient à redonner temporairement à Alice son apparence d'humaine pour qu'elle puisse se fondre parmi les autres humains lors d'une sortie à Londres avec Miguel et Yuko, ses deux nouveaux et seuls amis. Alice aime énormément son père mais les choses basculent lorsqu'elle découvre que ce dernier a conclu un pacte avec le Mal, qui mettrait en danger la vie de Miguel et de Yuko. Comprenant que c'est elle la raison pour laquelle Wildragon a conclu ce pacte, afin de la ramener définitivement à la vie, Alice décide de se sacrifier, coupant sa cicatrice pour libérer son père de son pacte.
- Semmi : Prince du royaume de Kitara et fils cadet du roi. Semmi est un jeune garçon immature, capricieux et irrespectueux envers son frère et les représentants des royaumes voisins. Il rencontre Ishtar une première fois par hasard mais s'enfuit car il prend peur. Il devient finalement son esclave lors de leur deuxième rencontre. Semmi réalise un coup d'État et tous les membres de son royaume deviennent les esclaves d'Ishtar. Il retient son frère prisonnier sur le barrage qui menace d'inonder son royaume. Il est finalement ramené à la raison par son frère. Il semble avoir un faible pour Parvati. Semmi est, dans un certain sens, le contraire d'Amir.
- Akeen : Grand frère de Semmi et fils aîné du roi. En tant qu'aîné, il se montre intransigeant avec son petit frère, voulant apprendre à ce dernier à devenir un meilleur dirigeant que lui. Lorsque Semmi est ensorcelé par Ishtar et se retourne contre lui et le roi, Akeen s'excuse auprès de son petit frère, reconnaissant qu'il a eu tort de le traiter si sévèrement. Cette réconciliation ramène Semmi à la raison et brise l'ensorcèlement d'Ishtar. Akeen a également été le précepteur d'Amir il y a quelques années, et il considère ce dernier comme l’élève le plus assidu qu'il ait eu.
- Haruna : Haruna est la sœur de Koichi, un des meilleurs amis de Yuko, et travaille dans un magasin de jeu vidéo. Elle habite au Danemark, et elle programme un jeu vidéo nommé Kawaii Quest qui a été manipulé par Fafnir. Elle ne joue néanmoins pas à ce jeu, ce qui lui permet d'échapper à l'influence du nain et de comprendre que quelque chose tourne mal, alors que ses collègues tombent tous sous emprise. Comme Yuko la contacte sur demande de Miguel et Amir pour avoir des anneaux supplémentaires, elle la prévient du danger, ce qui permet à la jeune fille d'identifier la menace. Elle réapparaît dans le tome 18 où Yuko fait de nouveau appel à elle pour modifier le simulateur d'entraînement des Mythics afin d'infiltrer l'esprit de Shade.

- Siegfrid : Guerrier humain vivant à l'époque où Freyja venait juste de découvrir ses pouvoirs. Il sauve cette dernière d'un monstre trop coriace pour elle et propose de lui apporter son aide pour son combat contre Fafnir. Il est un excellent épéiste et apprend à Freya une technique pour améliorer les capacités de son épée. Ils fraternisent durant leur voyage jusqu'à Fafnir et Freya commence à tomber amoureuse de lui. Alors qu'ils s'embrassaient, Siegfrid l'assomma pour lui prendre son épée et tua lui-même le dragon. À la suite de cela, Freya développa une forte méfiance envers les hommes.
- Rocham : Le cousin de Parvati vivant à Montréal au Canada. Il accueille sa cousine pendant les vacances de celle-ci. Il travaille pour créer une pilule minceur afin de lutter contre les problèmes de santé dus à l'obésité. Ses pilules furent utilisées par Wendigo pour détruire l'espèce humaine. Il découvre que Parvati, Yuko et Neo sont des Mythics.
- Kevin : Un complotiste qui mène une campagne de diffamation en ligne contre les Mythics au moins depuis le tome 12. Sa notoriété auprès du grand public lui donne une certaine influence qui persuade progressivement la population que les Mythics sont en réalité des complotistes usant de leurs pouvoirs pour se prétendre héros et ainsi prendre le contrôle du monde. Il est extrêmement arrogant mais perd tous ses moyens quand il est piégé avec plusieurs autres célébrités ainsi que Neo, Yuko et Miguel dans le labyrinthe de Méduse. À l'issue de cette péripétie, il se déclare publiquement comme étant reconnaissant aux Mythics pour lui avoir sauvé la vie et reconnaît avoir eu tort à leur sujet. Dans le tome 18, Yuko elle-même le définit comme étant devenu un fan-boy.
- Ala : Amie d'enfance de Shade puis femme de celui-ci à l'époque où il était le serviteur de Gaïa. Quand il était enfant, c'est la seule des enfants de l'école de l'Atlantide avec qui il s'est lié d'amitié. Elle a toujours été impressionnée par le lien qu'il entretien avec les plantes. Le jour où il est devenu un Mythic, il annonce ses fiançailles avec elle avec la bénédiction de Gaïa. Il a eu un fils avec elle. Après la catastrophe de l'Atlantide, Shade les croira morts tous les deux, mais, en réalité, ils ont survécu et, à la fin du tome 18, le collier que Shade leur a donné s'active en présence de leur dernière descendante.

## Tomes et dates de sortie
Les six premiers tomes sont dessinés à chaque fois par des illustrateurs différents. La sortie des six premiers tomes tient sur une année et chacun raconte l'origine d'un héros.
| Tome | Titre du tome | Date de sortie | Illustrateur    | Coloriste     | Scénariste occasionnel |
| ---- | ------------- | -------------- | --------------- | ------------- | ---------------------- |
| 1    | Yuko          | mars 2018      | Jenny           | Hélia Paillat |                        |
| 2    | Parvati       | juin 2018      | Alice Picard    | Hélia Paillat |                        |
| 3    | Amir          | septembre 2018 | Philippe Ogaki  | Hélia Paillat |                        |
| 4    | Abigail       | novembre 2018  | Dara            | Hélia Paillat | Fabien Dalmasso        |
| 5    | Miguel        | janvier 2019   | Jérôme Alquié   | Jérôme Alquié | Fabien Dalmasso        |
| 6    | Neo           | mars 2019      | Frédéric Charve | Hélia Paillat |                        |

Le second cycle, sorti sur une période de deux ans, raconte comment les héros se rencontrent et comment ils affrontent le cahos.
| Tome | Titre du tome     | Date de sortie | Illustrateur  | Coloriste     | Scénariste occasionnel |
| ---- | ----------------- | -------------- | ------------- | ------------- | ---------------------- |
| 7    | Hong Kong         | septembre 2019 | Alice Picard  | Hélia Paillat |                        |
| 8    | Saint-Pétersbourg | novembre 2019  | Zimra         | Hélia Paillat |                        |
| 9    | Stonehenge        | mars 2020      | Jérôme Alquié | Jérôme Alquié | Nicolas Jarry          |
| 10   | Chaos             | août 2020      | Jenny         | Hélia Paillat |                        |

Le troisième cycle, sorti entre 2020 et 2023 raconte comment les Mythics font face à la menaces des pêchés capitaux.
| Tome | Titre du tome | Date de sortie | Illustrateur | Coloriste     | Scénariste occasionnel |
| ---- | ------------- | -------------- | ------------ | ------------- | ---------------------- |
| 11   | Luxure        | novembre 2020  | Dara         | Hélia Paillat | Rémi Guérin            |
| 12   | Envie         | avril 2021     | Alice Picard | Hélia Paillat |                        |
| 13   | Paresse       | septembre 2021 | Zimra        | Hélia Paillat | Rémi Guérin            |
| 14   | Avarice       | novembre 2021  | Rachele      | Hélia Paillat |                        |
| 15   | Gourmandise   | mars 2022      | Alice Picard | Hélia Paillat |                        |
| 16   | Orgueil       | août 2022      | Dara         | Hélia Paillat |                        |
| 17   | Colère        | novembre 2022  | Alice Picard | Hélia Paillat |                        |
| 18   | Le pardon     | mai 2023       | Miya         | Hélia Paillat |                        |

Le quatrième cycle, parle de la rencontre entre les Mythics et les Titans (de nouveaux héros). Ils doivent s'unir pour affronter des menaces de plus en plus grandes...
| Tome | Titre du tome | Date de sortie   | Illustrateur                              | Coloriste      | Scénariste occasionnel | Mythics présent sur la page de garde |
| ---- | ------------- | ---------------- | ----------------------------------------- | -------------- | ---------------------- | ------------------------------------ |
| 19   | Hypérion      | septembre 2023   | Rachele                                   | Hélia Paillat  |                        | Abigail                              |
| 20   | Thétys        | novembre 2023    | Guillaume Lapeyre et Alexandre Desmassias | Hélia Paillat  | Jean-Charles Gaudin    | Miguel                               |
| 21   | Océanos       | mai 2024         | Miya                                      | Hélia Paillat  | Jean-Charles Gaudin    | Yuko                                 |
| 22   | Cronos        | août 2024        | Alice Picard                              | Hélia Paillat  |                        | Amir                                 |
| 23   | Théia         | novembre 2024    | Philippe Ogaki                            | Hélia Paillat  |                        | Neo                                  |
| 24   | Rhéa          | mai 2025         | Miya                                      | Hélia Paillat  |                        | Parvati                              |
| 25   | Ouranos       | 27 Août 2025     | Alice Picard                              | Helia Paillat  |                        | Tous                                 |
| 26   | Le Mal        | 13 Novembre 2025 | Patrick Sobral                            | Patrick Sobral |                        |                                      |

## Récompenses culturelles
- 2019 : Éléphant d'or du meilleur album jeunesse au Festival international de la bande dessinée de Chambéry pour Mythics[2].